# Red River Valley

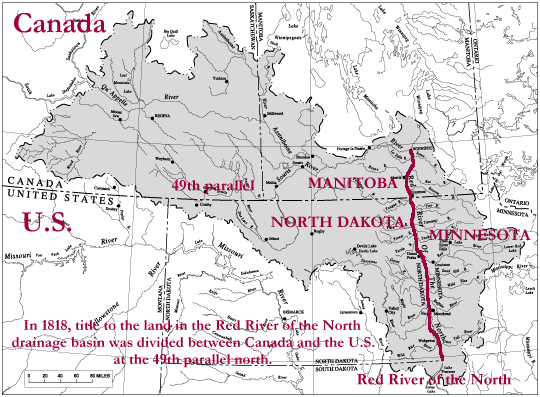
Bacino idrografico del Red River

La Red River Valley ("Valle del Fiume Rosso" in italiano) è una regione del Nordamerica centrale che è bagnata dalle acque del Red River del Nord. È particolarmente importante per la geografia del Dakota del Nord, del Minnesota e del Manitoba a causa delle sue ampie terre fertili e dei centri abitati di Fargo, Moorhead, Grand Forks e Winnipeg. In passato dove attualmente si trova la valle si estendeva il lago di origine glaciale Agassiz.

## Importanza storica
Il governo degli Stati Uniti utilizza in genere il nome Red River Valley per descrivere la sezione nordorientale del Dakota del Nord e quella nordoccidentale del Minnesota acquisite dagli inglesi con una convenzione nel 1818. Incentrata attorno alle sponde del Red River del Nord, queste terre erano in precedenza sotto il dominio della Gran Bretagna. Come specificato nel secondo articolo del trattato di cessione delle terre, entrarono a far parte dei confini statunitense tutte le terre al di sotto del 49º parallelo, ponendo quest'ultimo come linea di demarcazione fra Stati Uniti e Canada fino alla regione delle Montagne Rocciose. (Tale linea di confine venne ulteriormente allungata fino all'Oceano Pacifico nel 1846 come prescritto nel Trattato dell'Oregon.) In totale il territorio acquisito dagli Stati Uniti fu di 119.794,72 km², pari all'1,3% dell'intera superficie.
Spesso si pensa che tale passaggio di terre sia avvenuto gratuitamente. Comunque il territorio che rientrava nell'accordo dell'acquisto della Louisiana a ovest della Red River Valley si estendeva in parte oltre il 49º parallelo. Tale territorio fu ceduto agli inglesi in cambio del possesso della Red River Valley. Le porzioni di terreno al di sopra del parallelo sono state le uniche mai cedute a una potenza straniera dagli Stati Uniti.
La regione era pressoché disabitata, fino a quando le richieste della tribù degli Ojibwe di possesso della vallata furono respinte attraverso il Treaty of Old Crossing del 1863. Tale trattato spianò la strada verso lo sfruttamento agricolo delle estese coltivazioni, creando nuove opportunità di lavoro e di colonizzazione fra gli anni 1870 e gli '80.